# Kent Williams
Kent Williams (* 1962 in New Bern, North Carolina) ist ein US-amerikanischer Illustrator, Künstler und Comicautor.
Im Jahr 1980 ging er an das Pratt Institute in New York City, um Kunst und Malerei zu studieren. Zu seinen wichtigsten Arbeiten gehören: Blood: A Tale (1987), Wolverine: Meltdown (1990), Tell Me, Dark (1992), Wolverine: Killing (1993), Destiny: A Chronicle of Deaths Fortold (1997), The Fountain (2005).
Kent Williams veröffentlichte außerdem zahlreiche Art- und Sketchbooks, unter anderem Koan (2001), in Zusammenarbeit mit dem Comickünstler Jon J. Muth, mit dem Kent Williams bereits bei Wolverine: Meltdown zusammengearbeitet hatte.
Er illustriert fortlaufend für Magazine, wie Playboy, Omni und The Learning Channel Magazine.
Kent Williams erhielt mehrere Auszeichnungen, zu denen gehören: der Yellow Kid-Preis vom Comicsalon in Lucca, drei Medaillen der Society of Illustrators, New York, und der Joseph Henniger Award for Best of Show, aus Illustration West 32.
Heute lebt Kent Williams in Los Angeles, Kalifornien mit seinen beiden Söhnen Kerig Sun und Ian Kai.